# Arthur Joffé
Arthur Joffé (Parigi, 20 settembre 1953) è un regista, sceneggiatore, attore e autore francese.

## Biografia

### Gli inizi
Nel 1980 dirige La découverte, il suo primo cortometraggio, interpretato dall'attore Dominique Pinon alla sua prima apparizione sullo schermo. Il film ha vinto il Grand Prix al Montreal Film Festival nel 1980 ed è stato selezionato al New York Film Festival e al Filmex di Hollywood. Il suo secondo cortometraggio, intitolato Merlin ou le cours de l'or (1982, tratto dal romanzo breve Merlin), ha vinto la Palma d'oro al Festival di Cannes nel 1982. 
Casting (1982) è un film per la televisione, interpretato da Bruce Myers e Geraldine Chaplin. Vince il Prix De La Jeunnesse al Festival di Cannes del 1983.
Nel 1985 scrive e dirige Harem, il suo primo lungometraggio per il cinema, interpretato da Ben Kingsley e Nastassja Kinski e prodotto da Alain Sarde. Il film ha avuto 5 nomination ai César, tra cui quella nella categoria "Miglior opera prima".

### Gli anni '90
Nel 1990 scrive e dirige In viaggio con Alberto, prodotto da Maurice Bernart e interpretato da Sergio Castellitto, Nino Manfredi, Marie Trintignant e Jeanne Moreau. La pellicola ha vinto il premio miglior film al Quebec Comedy Film Festival.
Nel 1998 scrive e dirige Que la lumière soit, dedicato alla memoria del padre Alex Joffe, prodotto da Claudie Ossart e Jean Francois Fonlupt per CIBY 2000.
Nel 2004 scrive e dirige Ne quittez pas!, interpretato da Sergio Castellitto e prodotto da Margaret Menegoz per Les Films du Losange.

### Gli anni 2000
Tra il 2005 e il 2008, ha partecipato a più di 25 festival in tutto il mondo, tra cui, negli Stati Uniti, quelli di New York, Boston, Miami, Washington, Atlanta, San Diego, Portland, San Francisco, Nashville, Palm Beach, Stamford, Connecticut, Austin Texas, Buffalo, e, in Europa, Vienna, Londra e Berlino.
Nel 2009 scrive e dirige L'eau vive, un episodio per il canale televisivo culturale francese arte, con protagonista Dominique Pinon.

## Filmografia

### Regista e sceneggiatore
- La découverte (1980, cortometraggio)
- Merlin ou le cours de l'or (1982, cortometraggio)
- Casting (1982)
- Harem (1985)
- In viaggio con Alberto (Alberto Express, 1990)
- Que la lumière soit (1998, anche attore)
- Ne quittez pas! (2004, anche attore)
- L'eau vive (2009, film TV)
- Le feu sacré (2015, documentario)

### Attore
- Hôtel du Paradis, di Jana Bokova (1986)
- Amour & confusions, di Patrick Braoudé (1997)

## Riconoscimenti
- Montreal World Film Festival
  - 1980 – Grand Prix du court métrage per La découverte
- Festival di Cannes
  - 1982 – Palma d'oro del cortometraggio per Merlin ou le cours de l'or
  - 1983 – Prix de la jeunesse per Casting